# Nazhi
Nazhi (kinesiska: 纳直乡, 纳直) är en socken i Kina. Den ligger i den autonoma regionen Guangxi, i den södra delen av landet, omkring 260 kilometer nordväst om regionhuvudstaden Nanning. Antalet invånare är 6584. Befolkningen består av 3 147 kvinnor och 3 437 män. Barn under 15 år utgör 27,0 %, vuxna 15-64 år 63 %, och äldre över 65 år 8,0 %.
Genomsnittlig årsnederbörd är 1 608 millimeter. Den regnigaste månaden är juni, med i genomsnitt 341 mm nederbörd, och den torraste är februari, med 24 mm nederbörd.